# Хегар, Фридрих
Фридрих Хегар (нем. Friedrich Hegar; 11 октября 1841, Базель — 2 июня 1927, Цюрих) — швейцарский скрипач, дирижёр и композитор. Брат Эмиля Хегара.
Окончил Лейпцигскую консерваторию (1860), где его учителями были, в частности, Мориц Гауптман, Фердинанд Давид, Эрнст Фридрих Эдуард Рихтер и Юлиус Риц. Работал дирижёром в Варшаве (помощником Беньямина Бильзе), затем в Гебвиллере (помощником Юлиуса Штокхаузена). C 1863 г. в Цюрихе, руководил музыкальным коллективом, который в 1868 году был преобразован в Оркестр Тонхалле, и вплоть до 1906 г. возглавлял его. Основал также Цюрихский смешанный хор. Был одним из основателей (1875) Цюрихской консерватории и до 1914 г. преподавал в ней. В 1900 г. руководил проведением первого Швейцарского музыкального фестиваля.
Автор оратории «Манассия», скрипичного и виолончельного концертов, струнного квартета, вокальных и хоровых сочинений.
Хегар был другом Иоганнеса Брамса (ставшего крестным отцом его сына, виолончелиста Иоганнеса Хегара) и много исполнял его музыку. В частности, 12 сентября 1868 г. оркестр Тонхалле под управлением Хегара впервые исполнил пятую часть «Немецкого реквиема», дописанную Брамсом к уже исполнявшемуся произведению. Среди памятных даров Хегару в 1906 г. по случаю его почётной отставки из оркестра была и авторская рукопись партитуры Четвёртой симфонии Брамса, которую Хегар со своим оркестром успешно исполнил в 1887 г.; после смерти Хегара партитура была унаследована Центральной библиотекой Цюриха.